# Veeze
Veeze, pseudonimo di Karon Malcolm Vantrees (Detroit, 28 febbraio 1995), è un rapper statunitense.

## Biografia
Veeze ha firmato un contratto discografico con la Warner nel settembre 2023; l'etichetta è stata responsabile della pubblicazione di Ganger, primo album in studio entrato al 97º posto della Billboard 200. A supporto dell'LP, l'artista ha imbarcato una tournée incominciata nell'ottobre 2023 e terminatasi il mese seguente.
Nel luglio 2024 viene intrapreso il tour The Worst Tour Ever, che ha tenuto l'interprete occupato fino al novembre 2024.

## Discografia

### Album in studio
- 2023 – Ganger

### Mixtape
- 2019 – Navy Wavy

### Raccolte
- 2024 – The Ganger Tour: Set List

### Singoli
- 2018 – Will Bill
- 2018 – Got No Job
- 2019 – Itself (feat. WTM Scoob & DT)
- 2019 – Rusty
- 2019 – Heart Insurance
- 2020 – Law 'n' Order
- 2021 – Off White (con RoadRunna Wite)
- 2021 – Ncaa (con Doe Boy)
- 2021 – A and W
- 2021 – We Rich (con Los)
- 2021 – Free Shiest
- 2021 – Choppas in Hawaii
- 2021 – Kurt Angle
- 2022 – Let It Fly
- 2022 – Talk Prices (con NmgKeymo)
- 2022 – Close Friends
- 2023 – 4 Kobe
- 2024 – Pop Yo Shit
- 2024 – F****d a Fan (con Rylo Rodriguez)
- 2024 – Wocky Sinner (con Tye Beats)
- 2024 – Sorry Not Sorry (con Lil Yachty)
- 2025 – Can't Be Crete Boy (con Lil Yachty)

## Tournée
- 2023 – The Ganger Tour
- 2024 – The Worst Tour Ever